# Martin Gremse
Martin Gremse (* 16. Oktober 1983 in Goslar; † 5. Juni 2020) war ein deutscher Maler.

## Leben
Von 1997 bis 2003 machte Gremse eine Ausbildung in künstlerischem Siebdruck und in Fotografie. Für die Zeit von 2000 bis 2004 erhielt er ein Stipendium der Stiftung Ökumenisch Lernen. 2013 war er Förderpreisträger des Rotary Club Nordharz und reiste als Artist in Residence nach Abu Dhabi. Neben einem dreimonatigen Praktikum in einer Favella in Brasilien, einer Pilgerreise auf dem Jakobsweg in Spanien, Seminarreisen nach Israel, Sizilien und Weißrussland, war Martin Gremse bereiste er viele weitere europäische und außereuropäische Länder. 2007 begann Gremse sein Studium der Medizin an der Martin-Luther-Universität Halle-Wittenberg, das er 2014 abschloss. Bis zu seinem Tod arbeitete er als Psychiater in der Universitätsklinik Bern.
Nach dem Studium widmete Gremse seine meiste Zeit der Malerei. Für seine abstrakten, oft vielfarbigen Arbeiten nutzt Gremse keramische Oberflächen, Stahl als Leinwand, Siebdrucke, Graffititechniken und Silber als Malmittel. Die Bilder des Malers durchlaufen einen komplexen Erstellungsprozesses, zu dem das Auftragen verschiedener Farbmedien und Schichtüberlagerungen von Silber, chemische Reaktionen wie auch mehrfaches Wiederholen dieser Arbeitsschritte gehören. Die spiegelnden Silberschichten geben dabei die darunter liegenden Farbschichten nur teilweise frei.
Martin Gremse lebte und arbeitete in Goslar und Berlin. Er verstarb am 5. Juni 2020.

## Werke (Auswahl)
- Silver Network, 2015
- Rezeptor Still, Silver Drip, 2015
- Maroon Tin Gladiolus, 2015
- Green Brass Jasmine, 2015
- Plasmasurfen und Red Titanium Sunflower, 2016
- Purple Black Steel Lilac, 2016
- Silver Zinc Daffodil, 2016
- Plasmid 7, 2016
- Nitroyellow Titanium Sunflower, 2016
- Umbra Aluminium Narcissus, 2016
- Platin move, 2017
- Blue mercury peony, 2018

## Ausstellungen (Auswahl)
- Einzelausstellung „Spiegelungen und Verzerrungen“, Altes Schulhaus, organisiert von Hajo Schulpius, Groß Döhren 2001[7]
- „Jimi-Hendrix-Projekt Fehmarn 1970“, mit Wolfgang Gau und Hajo Schulpius, Roth 2003[8][9]
- Gruppenausstellung „Jimi Hendrix Projekt 1971“, Sandviken 2006[4]
- „Guns and Graffiti“, organisiert von Moscow Underground, Monaco 2013[10]
- Gruppenausstellung, Etihad Antiques Gallery, Abu Dhabi 2013[11]
- Einzelausstellung „Covered“, Hanse Forum im Springer-Hochhaus, organisiert von Jenny Falckenberg, Hamburg 2015[4]
- Messeausstellung mit Franziska Stünkel und Mia Florentine Weiss, Positions Berlin Art Fair, Jenny Falckenberg, Berlin 2015[12]
- Einzelausstellung „reflect“, Dirk Halverscheid Galerie, München 2015[5]
- Messeausstellung „art central“, organisiert von Schuebbe Inc., Hongkong 2017[13]
- Gruppenausstellung „Dimensions of Three“, mit Reinoud Oudshoorn und Crystal Wagner, Allouche Galley, New York 2017[14]
- Einzelausstellung „O“, Unit9, London 2017[15]
- Gruppenausstellung „salondergegenwart“, Hamburg 2018[16]
- Einzelausstellung  born by erase, Berlin 2019[17]